# Metoda economiei politice
Afirmarea economiei ca știință autonomă presupune, pe lângă obiectul său propriu de studiu, și o metodă, adică un ansamblu de principii, de procedee și tehnici de cercetare, care au rolul de a contribui la rezolvarea cu eficiență tot mai mare a problemelor practicii. Procedeele ce caracterizează metoda în științele economice sunt următoarele: abstractizarea, inductia, deducția, îmbinarea metodei istorice cu cea logică, analiza (cantitativă și calitativă; pozitivă și normativă; statică și dinamică), sinteza și experimentul economic.
Procesul de formare a economiei ca știință a avut loc într-o perioadă îndelungată a evoluției societății omenești. Idei și chiar teorii economice au apărut încă din Antichitate, în special în Grecia antică (Xenofon, Platon, Aristotel), apoi, o lungă perioadă de timp, inclusiv în Evul Mediu, a avut loc o evoluție lentă a gândirii economice.
O dată cu Epoca modernă apar noi curente de gândire economică: mercantilismul (Antoine de Montchrètien) și fiziocratismul
(Fr. Quesney, Turgot ș.a.). Un moment deosebit în evoluția științei economice îl reprezintă Școala clasică engleză, în frunte cu Adam Smith, părintele microeconomiei, a cărui carte „Avuția națiunilor” (1776), pune bazele economiei politice ca știință. Alți reprezentanți sunt: David Ricardo, Malthus, John Stuart Mill.
- Pentru John Stuart Mill, economiei politice îi este caracteristică metoda a priori[1]: se pornește de la ipoteze, și nu de la fapte. Mill consideră că: "economia politică raționează din premise asumate - din premise ce ar putea fi lipsite de orice temei factual și despre care nu se pretinde că în mod universal concordă cu faptele",

iar concluziile sunt adevărate in abstracto.
- Conform lui John Maynard Keynes: economiei politice îi este caracteristică metoda deductivă[3], dar această metodă este totuși "ajutată și controlată de inducție; iar despre economia politică se afirmă de obicei că are un caracter esențialmente ipotetic".